# Petrus Nannius

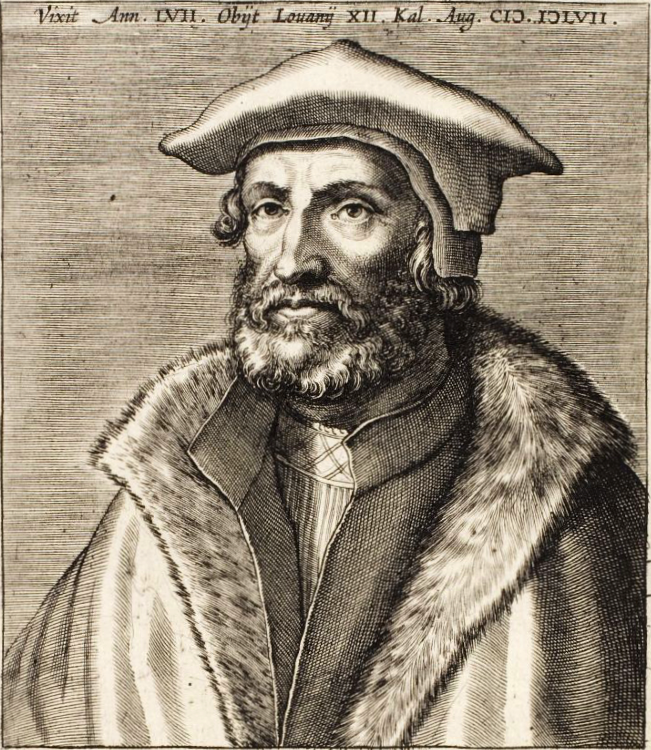
Petrus Nannius (1500-1557) door Philip Galle

Petrus Nannius (1496 - 1557) was een 16de-eeuwse humanist. Hij was hoogleraar Latijn aan het Leuvense Collegium Trilingue, filoloog, vertaler en poëet.

## Biografie

### Jeugd

#### Geboorte
Petrus Nannius, geboren onder de naam Pieter Nannick of Nanningh, kwam ter wereld in Alkmaar. Toen hij zich op 2 november 1518 inschreef aan de universiteit van Leuven, deed hij dat onder de gelatiniseerde naam Petrus Nannonis de Alcmare. Vervolgens zou hij de naam Nannonis achterwege laten en resoluut voor Nannius kiezen. Over zijn geboortejaar bestond lange tijd geen consensus. Op zijn thans verloren gegane grafmonument in de Sint-Pieterskerk te Leuven stond het jaar 1500 vermeld. De grafrede van Cornelius Valerius toont echter aan dat Nannius vier jaar eerder geboren zou zijn, in het jaar 1496. Dat jaar valt bovendien makkelijker te rijmen met de chronologie van zijn carrière. Nannius was mogelijk de zoon van Nanning Beyers, een magistraat. Verder had hij nog een zus, die gehuwd was met de burgemeester van Alkmaar, en een broer. Later zou hij onderricht geven in Leuven aan twee zonen van zijn zus. 

#### Opleiding
In Alkmaar studeerde Nannius aan de Latijnse school, opgericht door de Broeders van het Gemene Leven. Daar kreeg hij les van de toen al gekende Alardus van Amsterdam en Nannius' latere collega Rutger Rescius. Toch werd Nannius van school gehaald om te gaan werken bij ambachtsmannen: eerst kreeg hij een opleiding bij een looier en vervolgens volgde hij een schildersopleiding. Op 2 november 1518 vatte hij zijn opleiding aan de Artesfaculteit van de universiteit van Leuven aan. Daar werden hem de septem artes liberales (‘de zeven vrije kunsten’) onderricht. Daarenboven volgde hij colleges Latijn, Grieks en Hebreeuws aan het Collegium Trilingue, waar hij uiteindelijk zijn professoren Hadrianus Barlandus en Conrad Goclenius zou opvolgen. 

### Carrière

#### Nannius als christelijke humanist
Nadat hij afgestudeerd was in Leuven, keerde Nannius terug naar West-Friesland, waar hij tot priester gewijd werd. Tijdens zijn leven onderhield Nannius goede contacten met andere belangrijke clerici van die tijd, niet in het minst met Antoine Perrenot de Granvelle, van wie hij een canonicale prebende verkreeg. Zijn werk toont dan ook zijn interesse in religieuze teksten. Zo deed hij op een humanistische manier aan bijbelonderzoek. Hij maakte een vertaling van Sapientia Salomonis met eigen commentaren (Bazel, 1552), waarbij hij kritisch keek naar zowel de Griekse brontekst als de Vulgaat. Net als Erasmus hing hij dus een christelijk humanisme aan. 

#### Nannius als onderwijzer
Na het behalen van zijn graad in Leuven werd Nannius uitgenodigd om les te geven in Alkmaar, zijn geboortestad. Dat deed hij gedurende een jaar, waarna hij in 1521 rector werd van de Latijnse school in Gouda. Dat betekende het begin van een bloeiperiode voor die school. Vervolgens keerde hij terug naar Alkmaar, waar hij rector was van 1522 tot 1533/1534. Onder zijn rectoraat steeg het leerlingenaantal en kende de school een opleving. In de winter van 1533/1534 dwongen oorlogsgeweld en politieke troebelen hem opnieuw naar Leuven te trekken. Daar ging hij permanent wonen en gaf hij aanvankelijk privélessen Grieks. Zo is onder andere geweten dat hij Grieks gaf in het Leuvense Augustijnenklooster. Vanaf december 1535 maakte hij deel uit van de Leuvense Artesfaculteit, in welke hoedanigheid hij enkele quodlibetarische redevoeringen voordroeg. Bovendien zorgde het contact met zijn vroegere leraar Rutger Rescius ervoor dat hij zich in die periode makkelijk kon mengen in humanistische kringen. Zo begaf Nannius zich in de kringen van Nicolaus Olahus. Na de dood van hoogleraar Latijn Conrad Goclenius in januari 1539 werd hij als opvolger aangeduid. Hij werd op 1 februari 1539 benoemd tot de derde professor Latijn van het Collegium Trilingue, een functie die hij achttien jaar zou bekleden. Hij gaf zijn eerste college op 2 februari 1539, waarin hij Horatius' Ars poetica behandelde.

### Dood
In zijn werken benadrukte Nannius dat zijn voortdurende inzet voor de letteren ervoor zorgde dat hij vroegtijdig oud werd. Hij was nog geen 40 jaar toen hij reeds last kreeg van een zwakke gezondheid. Zo werd hij geteisterd door migraines en een oogontsteking. Vanaf 1556 gaf hij nauwelijks nog les door zijn gezondheidsproblemen en zag hij zich genoodzaakt om een vervanger aan te duiden. Hij stelde Cornelius Valerius aan. Petrus Nannius stierf een jaar later, op 21 juni 1557, aan een langdurige koorts. Hij werd begraven in de Sint-Pieterskerk in Leuven waar Valerius, die nu Nannius' opvolger als professor Latijn was geworden, de grafrede uitsprak.

## Verwezenlijkingen

### Onderwijsmethode
Om zijn leerlingen warm te maken voor zijn literatuurcolleges voorzag hij als inleiding een openingsrede van het werk dat ze zouden lezen, vaak geschreven in dezelfde stijl als het werk zelf. Een deel van die openingsredes werden eveneens gepubliceerd onder de titel Orationes Tres (Leuven, 1542). Daarna volgde de lescommentaar. Er zijn enkele tekstedities gepubliceerd met dergelijke commentaren van Nannius. Uit een daarvan, met name zijn Deuterologiae sive spicilegia, Nannius’ commentaar en exegese van Vergilius’ Aeneis IV (Leuven, 1544), blijkt dat hij in de klas net zoals zijn voorgangers realia en moeilijke passages uitlegde, maar ook dat hij aandacht had voor de psychologie van de personages en Vergilius' halfverzen aanvulde. Bovendien verwees hij in zijn Deuterologiae veelvuldig naar vroegere commentaren. Zo maakte hij gretig gebruik van de Vergiliuscommentaren van Servius, maar ook, zij het in veel mindere mate, van bijvoorbeeld de commentaren van de Italiaanse humanist Cristoforo Landino. Ten slotte is het typerend voor Nannius dat hij niet alleen filologische kennis deelde met zijn leerlingen, maar ook zijn christelijke waarden met hen meegaf. In zijn humanistisch onderwijs stond naast taligheid dus ook moraliteit centraal. Zo benadrukte hij dat niet de studie, maar een moreel goede levenswijze een ware humanist van iemand maakte. 

### Nannius als veelvertaler
Nannius was niet alleen een gevierde Latinist, maar was ook thuis in het Grieks. Hij kan dan ook als een “veelvertaler” beschouwd worden: hij vertaalde vele Griekse teksten, zowel klassieke als vroegchristelijke. Zo maakte hij een uitgebreide vertaling van de werken van de kerkvader Athanasius, die hij opdroeg aan Antoine Perrenot de Granvelle (Bazel, 1556). Daarin toonde hij zijn navolging van de Erasmiaanse traditie. Dat deed hij ook door het Grieks en het Latijn als één geheel te zien: hij zag ze als onafscheidelijk en zocht dan ook naar parallellen tussen beide literaire producties. Hij stelde het Grieks en het Latijn op dezelfde hoogte en bestudeerde ze in relatie tot elkaar. In zijn hierboven genoemde Vergiliuscommentaar legde hij dan ook steevast de Latijnse tekst naast die van Homerus, waarbij hij de Griekse citaten voorzag van een eigen Latijnse vertaling. Hij ging immers uit van enige kennis van het Grieks bij zijn leerlingen, maar had ook een Latijnse vertaling ter beschikking voor studenten die de taal nog niet beheersten. Nannius hanteerde bovendien drie principes bij het vertalen. Ten eerste bekeek hij de tekst woord voor woord. Vervolgens zorgde hij ervoor dat hij de betekenis van de tekst respecteerde en tot slot dat de stijl van de auteur behouden werd. 

### Nannius' stijl
Nannius' stijl kan samengevat worden onder de begrippen eclecticisme en modernisme. Hij hanteerde een losse en levendige stijl van het Latijn, waarbij hij het nodig achtte om van de beste auteurs de beste stijlkenmerken als voorbeeld te nemen. Nannius' modernisme bestond eruit dat hij het Latijn behandelde als een levende taal. Daarbij spoorde hij de productie van nieuwe woorden aan. Hij ijverde voor een Latijn dat zich aanpaste aan de noden van zijn eigen tijd. Net als Erasmus verzette hij zich tegen het naïeve navolgen van Cicero. Hij oordeelde immers dat Ciceronianen slechts een muzikaliteit van woorden wilden verkrijgen, en de neergeschreven gedachten daaronder leden. 

### Academisch nalatenschap
Hoewel Nannius in veel aspecten Erasmus' voetsporen volgde, springt een groot verschil in het oog: Nannius is geen humanist die altijd onderweg is. Vanaf 1535 reist hij slechts driemaal terug naar Nederland om familiezaken af te handelen. Hoewel hij ervan droomde Italië te bezoeken, is hij daar nooit geraakt. Dat verschil met andere humanisten doet echter geen afbreuk aan zijn academisch belang, want ook als sedentaire humanist drukte hij zijn stempel op het academische landschap. Ondanks zijn geringe verplaatsingen, slaagde hij er toch in om een belangrijk manuscript te vinden op de Blandijnberg in Gent, waarheen hij reisde om zijn broer vrij te pleiten van moord. Daar vond hij Suetonius' Vita Horati (Het leven van Horatius), dat hij in het derde boek van zijn Σύμμικτα of Miscellanea (Leuven, 1548) toeschreef aan de correcte auteur en voorzag van tekstkritische bemerkingen. Dat is een van zijn belangrijkste wetenschappelijke verwezenlijkingen. Verder gaf hij rijke en heldere commentaren uit bij de werken van onder andere Horatius, Vergilius, Cicero en Titus Livius, doorspekt met realia en citaten uit Latijnse, Griekse en contemporaine bronnen. Dat hij het Latijn bijzonder goed beheerste, bewees hij bovendien met het feit dat hij enkele van Vergilius' onvoltooide verzen vervolledigde in zijn Vergiliuscommentaar, een praktijk die wel vaker voorkwam bij humanisten. Toch stelde hij zich voorzichtig op: hij benadrukte dat hij slechts hypotheses aanvoerde, die steeds met de nodige reserve benaderd moesten worden.
Verder emendeerde hij onder andere Cicero en Livius. Daarbij legde hij de verschillende codices die hij tot zijn beschikking had naast elkaar, vergeleek ze en probeerde zo de tekst terug te brengen tot de authentieke brontekst. Het resultaat daarvan is bijvoorbeeld te zien in zijn Titi Livii Patavini historiarum ab urbe condita decadis primae liber tertius cum doctissimis Beati Renani & Petri Nannii annotationibus: verbeteringen van het derde boek van Livius' Ab Urbe condita (Leuven, 1545). Toch sprong Nannius voorzichtig om met eigen conjecturen. In zijn tekstkritiek stond het vertrouwen in de tekst van het manuscript centraal, waarbij hij enkel conjecturen invoerde als de tekst duidelijk gecorrumpeerd was of niet strookte met de betekenis. 
Door zijn vele academische verwezenlijkingen genoot Nannius ook grote achting bij wereldlijke autoriteiten. Zo was hij de beschermeling van onder andere Maria van Hongarije en Karel V. Bovendien deden ook de autoriteiten van Mechelen een beroep op zijn vertaaltalent. In 1552 droegen zij hem op om een Latijnse versie van hun Nederlandstalige wetboek te schrijven. Zelf benadrukte hij dat hij die opdracht met veel moeite volbracht; hij vergeleek zijn arbeid met zelfs met de Twaalftafelenwet. Zijn vertaling kreeg de naam Leges municipales civium Mechliniensium (Leuven, 1552).

## Werken
De werken die Nannius publiceerde kunnen opgedeeld worden in drie grote categorieën: filologische werken, zijn vertalingen van Griekse auteurs en door hemzelf geschreven Latijnse proza en poëzie. 

### Filologische werken
Nannius schreef commentaren op werken van klassieke auteurs, onder andere op:
- Vergilius: Aeneis IV (1544),[4] Bucolica (1559, postuum)
- Livius: derde boek van Ab Urbe Condita (1545)
- Cicero: enkele redes In Verrem (1546)
- Σύμμικτα of Miscellanea (1548)
- Horatius: Ars poetica (1608, postuum)

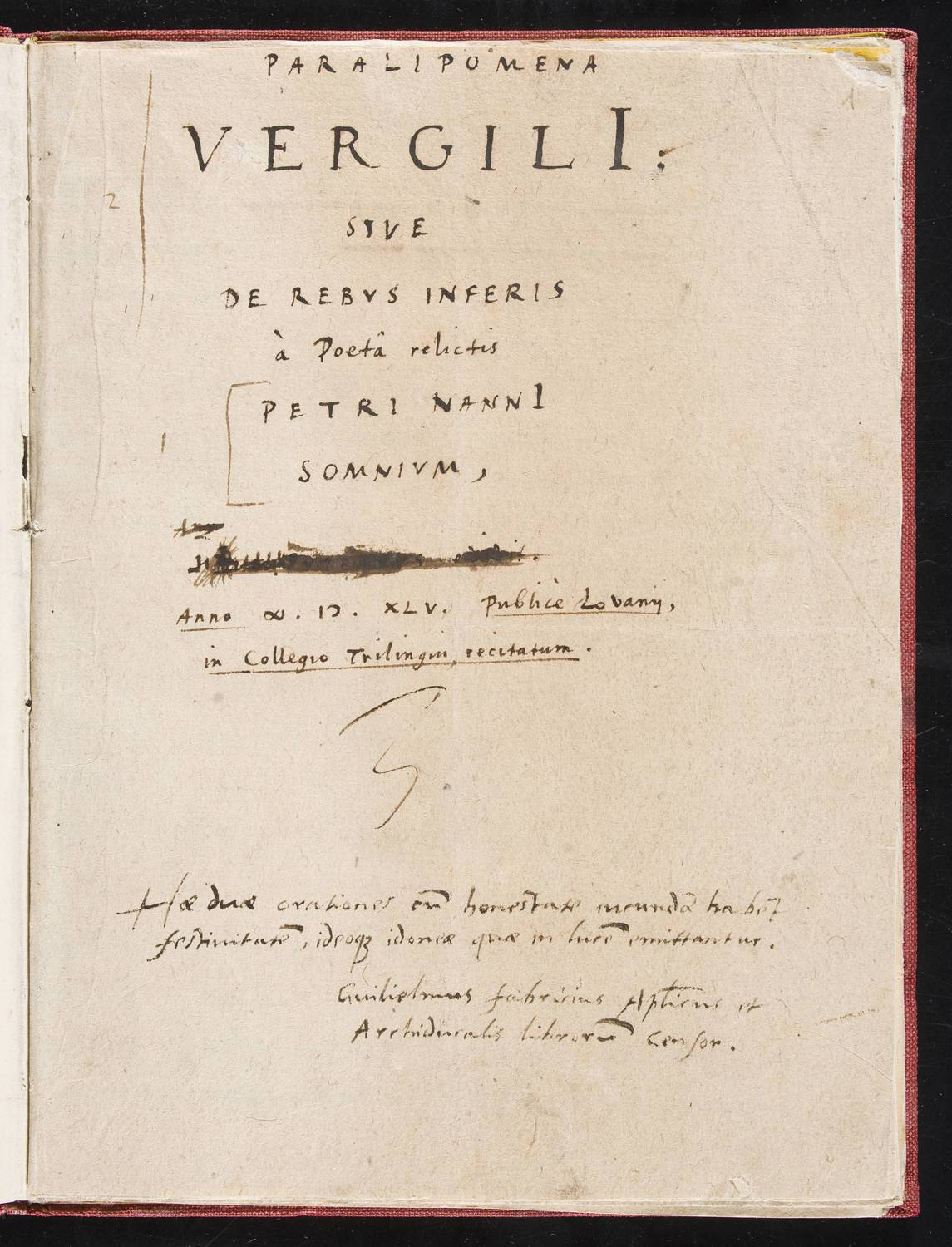
Afbeelding van het titelblad van Paralipomena Vergili sive De rebus inferis a poeta relictis (1545), een eigentijds afschrift (apograaf) van Nannius' Somnium of Droomvertelling n.a.v. de lectuur van Vergilius Aeneis 6. De tekst verscheen voor het eerst in 1611 in gedrukte vorm. Het afschrift wordt bewaard door KU Leuven Bibliotheken en is volledig gedigitaliseerd.

### Latijnse vertalingen van klassieke en vroegchristelijke Griekse werken
Nannius vertaalde vanuit het Grieks onder meer de werken van: 
- Lucianus (1528)
- Basilius van Caesarea (Leuven 1538 en 1539). De editie van 1538 is beschikbaar op KU Leuven Bijzondere Collecties.
- Plutarchus (1540)
- Athenagoras (met editio princeps van de Griekse tekst, 1541)
- Athanasius (1556)

### Originele Neolatijnse werken
Nannius produceerde ook eigen literaire werken, waaronder:
- Vinctus (1522)
- Declamatio de bello Turcis inferendo (uitgesproken in december 1535, gedrukt in 1536)
- Dialogismi Heroinarum (1541)
- Orationes tres (1541)
- Declamatio Quodlibetica, de aeternitate mundi (1549)
- Twee Somnia (1611, postuum)
  - Somnium, sive Paralipomena Virgilii: Res Inferae a Poeta relictae (zie afbeelding titelblad links)
  - Somnium alterum In lib. Il Lucretii Praefatio

### Artikelen in boek of tijdschrift
- X. Feys, ‘Nannius’ openingsrede bij het zesde boek van de Aeneis: hoe leeft men in de onderwereld?’, in: J. Papy, Erasmus’ Droom. Leuven, 2017, 151-154.
- X. Feys, ‘Petrus Nannius en zijn Vergilius-onderricht aan het Collegium Trilingue’, in: De Boekenwereld: Tijdschrift voor Boek en Prent, 33, 3, 2017, 8-13.
- X. Feys, ‘Reading Vergil through Homer: the Role of the Greek Language in Petrus Nannius’ Deuterologiae sive spicilegia’, in Trilingual learning: The study of Greek and Hebrew in a Latin world (1000-1700), ed. by R. Van Rooy, P. Van Hecke, and T. Van Hal. Turnhout, 2023, 207-230.
- K. Goudriaan e.a., ‘Meer dan glazen alleen’, in: Duizend jaar Gouda, een stadsgeschiedenis. Hilversum, 2002, 215-295.
- D. Sacré, ‘Nannius’s “Somnia”’, in: R. De Smet (ed.), La satire humaniste. Actes de Colloque international des 31 mars, 1er et 2 avril. Leuven, 1994, 77-93.
- A. Taatgen, ‘“De groote Petrus Nannius van Alkmaar” Een mansportret door Cornelis Buys II in de collectie van het Stedelijk Museum Alkmaar geïdentificeerd’, in: Studium, 8, 1, 2015, 39-50.
- G. Tournoy, ‘Petrus Nannius and Nicolaus Olahus’, in: Humanistica Lovaniensia, 55, 2006, 129-160.
- R. Van Rooy, ‘In de Griekse les bij Petrus Nannius “Augustijnenklooster, winter 1534”’, in: J. Papy, Erasmus’ Droom. Leuven, 2017, 316-319.

### Boeken
- H. de Vocht, History of the Foundation and the Rise of the Collegium Trilingue Lovaniense 1517-1550. Leuven, 1951-1955, 487-506.
- M. Jaspers, Moeten we de Turken de oorlog verklaren? Petrus Nannius' Declamatio de bello Turcis inferendo (Leuven: Rutger Rescius, 1536). KU Leuven: Masterproef, 2020.
- A. Goodman & A. MacKay, The Impact of humanism on Western Europe. Londen e.a., 1990.
- A. Polet, Une gloire de l’humanisme belge: Petrus Nannius 1500-1557. Leuven, 1936.